# داكيتية
الدَّاكيتية هو مصطلح يستخدم لوصف اللصوصية في شبه القارة الهندية . الاسم من الكلمة الهندية डाकू (داكو) هي كلمة إنجليزية عامية هندية بهذا المعنى. اللصوصية هي نشاط إجرامي يشمل السطو على يد مجموعات من قطاع الطرق المسلحين. يُسمى الواحد منهم داكيت.

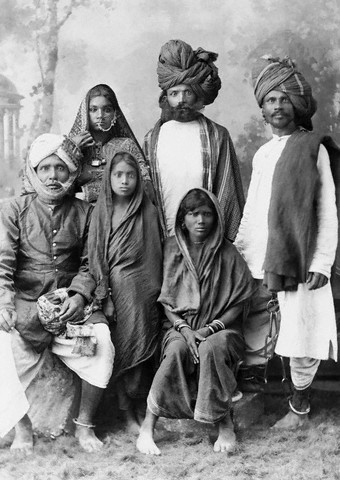
عائلة من الداكيت